# Segangán
Segangan (en árabe: أزغنغان‎, en lenguas bereberes: ⴰⵣⵖⴰⵏⵖⴰⵏ) es una ciudad y municipio de la provincia de Nador, en la región Oriental de Marruecos. Según el censo de 2014, tiene una población de 34 025 habitantes.

## Etimología
Segangan es una castellanización de la palabra bereber ⴰⵣⵖⴰⵏⵖⴰⵏ (Azɣenɣan), cuyo significado es fortaleza.

## Historia
Ubicado en un llano cercano a las faldas del monte Atlaten, Segangan es uno de los primeros asentamientos conocidos en la región oriental del Rif, asentado en el territorio de la cabila de Beni Bu Ifrur. 

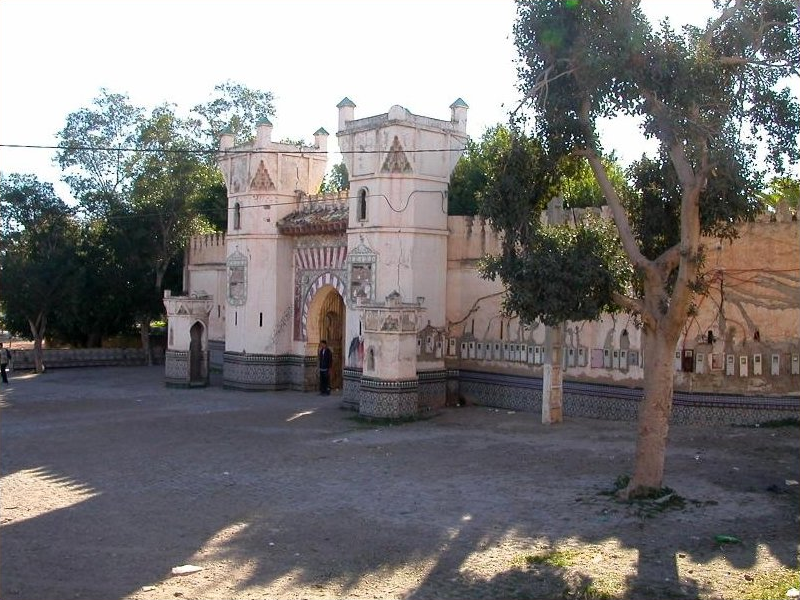
Antiguos edificios del Cuartel del Grupo de Regulares n.º 5 Alhucemas en Segangán

Segangan jugó un papel importante en las campañas militares de España en Marruecos, principalmente debido a su cercanía a las explotaciones mineras de Uixán y San Juan de las Minas, propiedad de, entre otras, la Compañía Española de Minas del Rif. Ya antes de la instauración del protectorado, las tropas españolas ocuparon Segangan el 9 de diciembre de 1909 como parte de las operaciones llevadas a cabo durante la guerra de Melilla (1909). Durante la Campaña del Kert (1911-1912), fue el centro de operaciones del principal líder de la resistencia rifeña, el Amghar Mohamed Ameziane, conocido por los españoles como El Mizzian, un morabito muy respetado en la zona que fue abatido por las Fuerzas Regulares Indígenas en mayo de 1912. De esta época data la construcción de la línea Melilla-Segangan, que en 1914 contaba con una frecuencia de cuatro trenes diarios.
Durante la guerra del Rif (1921-1927), Segangan cayó en manos de los rifeños como resultado del Desastre de Annual, pasando a formar parte de la República del Rif liderada por Abd el Krim. Durante la campaña de reconquista del territorio perdido, lanzada tras el desastre, Segangan volvió a manos españolas el 9 de octubre de 1921. 
En el contexto de la historia del protectorado español de Marruecos, Segangan destacó por albergar el cuartel del Grupo de Fuerzas Regulares Indígenas "Alhucemas" nº 5 entre 1922 y el 2 de septiembre de 1959, cuando el Grupo evacuó su mítico cuartel y se trasladó a Melilla.
Algunos de sus actuales distritos y barrios conocidos son: Centro (Village), La Compañía (Rekopania), Barrio Nuevo (Hay Ljadid), Hay Arruisi, San Juan de las Minas, Vivero, Al Aomal, Idahríen, Atlatén, Jaadar, Setolazar o Atarrech.